# Phytomyza aenescens
Phytomyza aenescens är en tvåvingeart som först beskrevs av Zetterstedt 1855.  Phytomyza aenescens ingår i släktet Phytomyza och familjen minerarflugor.
Artens utbredningsområde är Sverige. Inga underarter finns listade i Catalogue of Life.